# 나이트 오브 데몬스 2
《나이트 오브 데몬스 2》(Night Of The Demons 2)는 미국에서 제작된 브라이언 트렌차드-스미스 감독의 1994년 공포, 코미디 영화이다. 크리스티 해리스 등이 주연으로 출연하였다. 나이트 오브 데몬스의 후속작이며 1994년 리퍼블릭 픽처스 홈 비디오에 의해 홈 비디오로 출시되었다. 2007년에는 라이온스게이트가 DVD로 출시하였다. 2013년 2월 19일 올리브 필름스는 와이드스크린 DVD와 최초 블루레이 릴리스를 출시하였다. 1997년 시퀄로는 나이트 오브 데몬스 3가 있다.

## 출연

### 주연
- 크리스티 해리스
- 대린 헤머스
- 로버트 제인

### 조연
- 멜 케네디
- 아멜리아 킨케이드
- 로드 맥커리
- 조니 모란
- 릭 피터스
- 제니퍼 로디스
- 크리스틴 타일러
- 조 트릴링
- 래드 요크
- 마크 닐리
- 레이첼 롱가커